# Tartessoides brunneus
Tartessoides brunneus är en insektsart som beskrevs av Evans 1966. Tartessoides brunneus ingår i släktet Tartessoides och familjen dvärgstritar. Inga underarter finns listade i Catalogue of Life.